# Seznam admirálů rakousko-uherského námořnictva

Vlajka rakousko-uherského válečného námořnictva

Během válek s revoluční Francií získala Habsburská monarchie oblast Benátsko-Lombardska a spolu s tím přístup k moři. Od té doby se datuje budování rakouského válečného námořnictva, jehož veliteli byli zpočátku vysocí důstojníci armády se zkušenostmi v námořních válkách. Nižší hodnosti kontradmirála a viceadmirála začaly být v rakouském námořnictvu udělovány od roku 1829. Hodnost admirála nebyla v době Rakouského císařství udělena ani jednou, neobdrželi ji ani arcivévodové Friedrich Ferdinand a Ferdinand Maxmilián, kteří přitom zastávali funkci vrchního velitele námořnictva a patřili k blízkým příbuzným císaře (oba dosáhli jen hodnosti viceadmirála). 
Prvním admirálem c. k. námořnictva se stal až v době Rakouska-Uherska v roce 1875 baron Anton Bourguignon von Baumberg (1808–1879), dlouholetý velitel válečného přístavu v Pule. Admirálskou vlajku s titulem převzal 10. dubna 1875 v Pule za osobní účasti císařovny Alžběty. Do roku 1918 byli do hodnosti admirála povyšování zpravidla vrchní velitelé námořnictva, jejich zástupci nebo velitelé námořní základny v Pule. V hodnostní hierarchii patřil admirál do II. platové třídy stejně jako generál jezdectva, respektive polní zbrojmistr s platem 8400 rakouských korun ročně, viceadmirál (= polní podmaršál) pobíral 6300 korun a kontradmirál (= generálmajor) měl nárok na 4200 korun ročně.
Za první světové války byla ustanovena hodnost velkoadmirála (Großadmiral). V květnu 1916 ji získal tehdejší vrchní velitel rakousko-uherského námořnictva Anton Haus. Dne 1. listopadu 1916 byl na velkoadmirála povýšen následník trůnu arcivévoda Karel, který téhož dne získal v c. k. armádě hodnost generálplukovníka. Po úmrtí císaře Františka Josefa o tři týdny později nastoupil na trůn jako císař Karel I. a hodnosti v námořnictvu a armádě přestal užívat. Hodnost velkoadmirála získali v letech 1916 a 1917 také představitelé spojeneckého Německa, císař Vilém II. a jeho bratr princ Jindřich, v obou případech se jednalo o čestnou hodnost udělenou z kurtoazních důvodů, bez skutečného vlivu na chod c. k. námořmictva.

## Velkoadmirál
| Datum povýšení    | Foto | Jméno                             | Poznámky                              |
| ----------------- | ---- | --------------------------------- | ------------------------------------- |
| 1. května 1916    |      | Anton Haus (1851–1917)            | vrchní velitel c. k. námořnictva      |
| 9. října 1916     |      | princ Jindřich Pruský (1862–1929) | bratr německého císaře Viléma II.     |
| 1. listopadu 1916 |      | arcivévoda Karel (1887–1922)      | pozdější císař Karel I.               |
| 22. února 1917    |      | Vilém II. Pruský (1859–1941)      | německý císař a pruský král 1888–1918 |

## Admirál
| Datum povýšení    | Foto | Jméno                                                       | Poznámky                                     |
| ----------------- | ---- | ----------------------------------------------------------- | -------------------------------------------- |
| 9. dubna 1875     |      | Anton svobodný pán Bourguignon von Baumberg (1808–1879)     | velitel námořní základny v Pule              |
| 18. září 1882     |      | Friedrich svobodný pán von Pöck (1825–1884)                 | vrchní velitel c. k. námořnictva             |
| 1. listopadu 1888 |      | Maximilian svobodný pán Daublebsky von Sterneck (1829–1897) | vrchní velitel c. k. námořnictva             |
| 1. května 1896    |      | Alexander Eberan von Eberhorst (1829–1914)                  | zástupce vrchního velitele c. k. námořnictva |
| 1. dubna 1898     |      | Maximilian svobodný pán von Pitner (1833–1911)              | velitel námořní základny v Pule              |
| 1. května 1899    |      | Hermann svobodný pán von Spaun (1833–1919)                  | vrchní velitel c. k. námořnictva             |
| 1. listopadu 1901 |      | Johann von Hinke (1837–1904)                                | velitel námořní základny v Pule              |
| 4. září 1902      |      | arcivévoda František Ferdinand d'Este (1863–1914)           | následník trůnu                              |
| 1. listopadu 1904 |      | Franz svobodný pán Minutillo (1840–1916)                    | velitel námořní základny v Pule              |
| 1. května 1905    |      | Rudolf hrabě Montecuccoli (1843–1922)                       | vrchní velitel c. k. námořnictva             |
| 1. listopadu 1910 |      | Leodegar Kneissler von Maixdorf (1844–1925)                 | zástupce vrchního velitele c. k. námořnictva |
| 29. října 1911    |      | arcivévoda Karel Štěpán (1860–1933)                         |                                              |
| 1. listopadu 1911 |      | Julius von Ripper (1847–1914)                               | velitel námořní základny v Pule              |
| 19. března 1912   |      | Rudolf Berghofer (1841–1912)                                | zástupce vrchního velitele c. k. námořnictva |
| 1. května 1915    |      | Eugen von Chmelarž (1856–1945)                              | velitel námořní základny v Pule              |
| 23. února 1917    |      | Maximilian Njegovan (1858–1930)                             | vrchní velitel c. k. námořnictva             |
| 1. května 1917    |      | Paul Fiedler von Jürgen (1861–1919)                         | velitel námořní základny v Pule              |
| 20. května 1918   |      | Franz von Keil (1862–1945)                                  | námořní poradce císaře Karla I.              |

## Viceadmirál

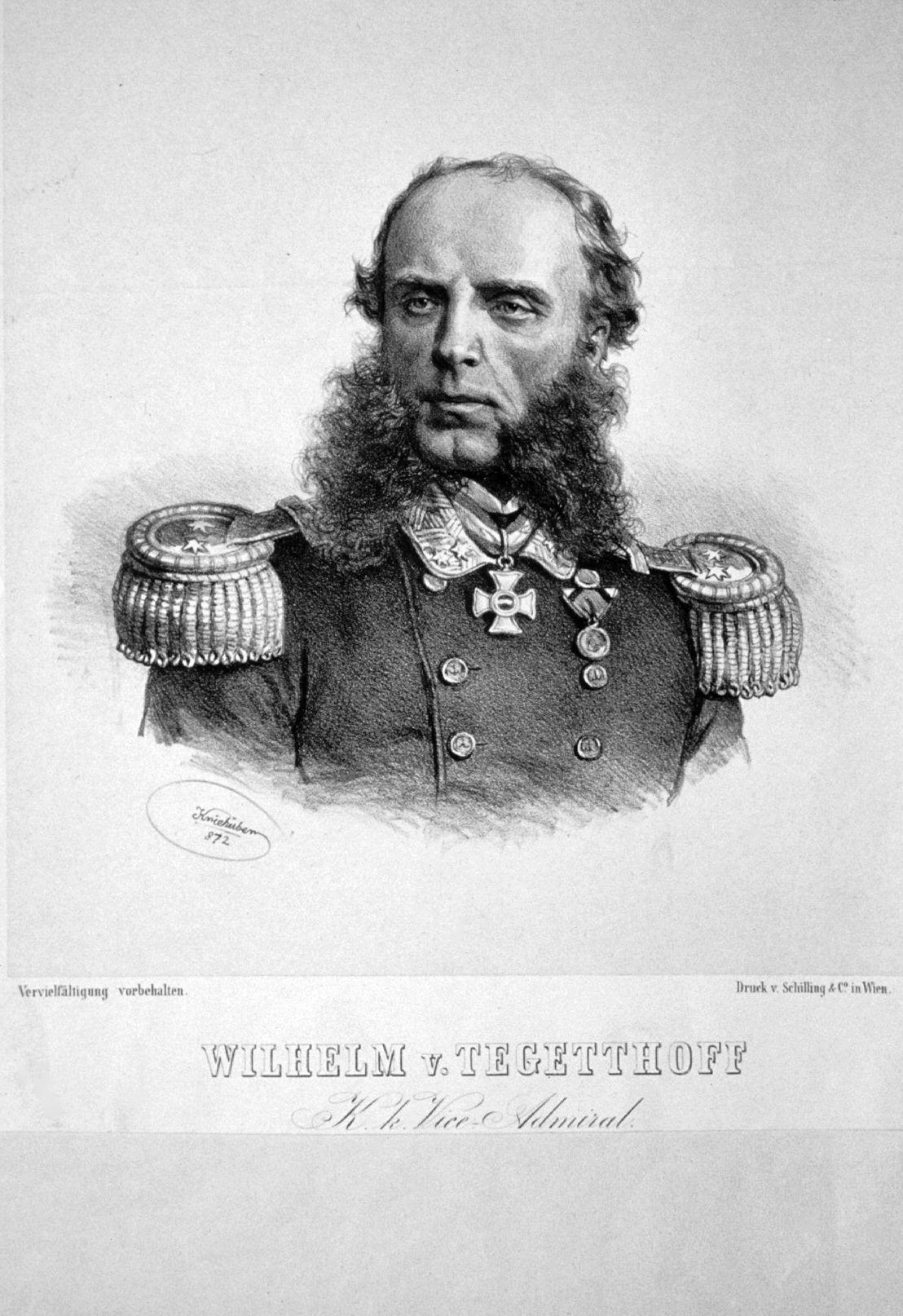
Viceadmirál Wilhelm von Tegetthoff (1827–1871), vítěz bitvy u Visu (1866)

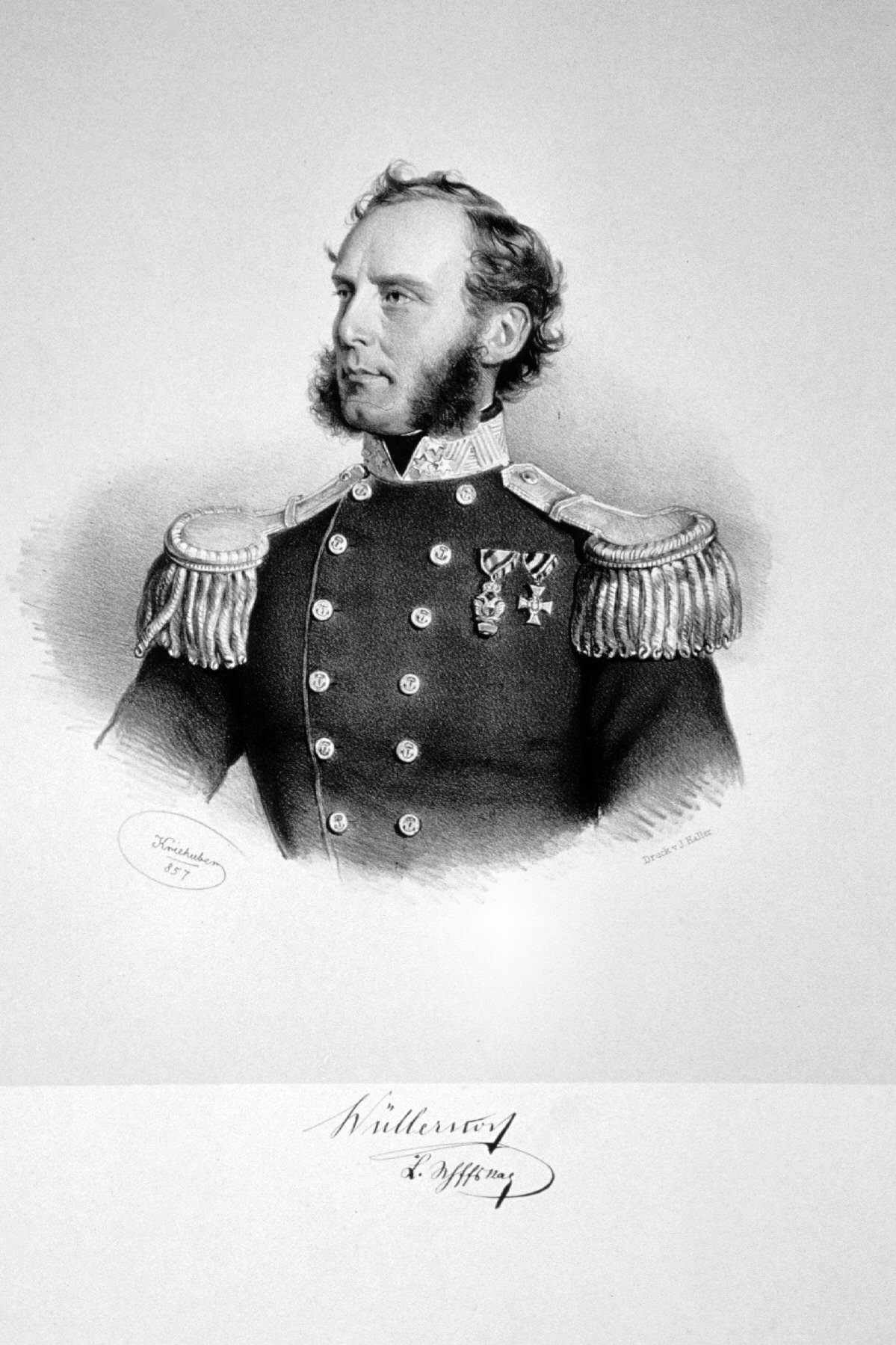
Viceadmirál Bernhard von Wüllerstorf (1816–1883), rakouský ministr obchodu 1865–1867

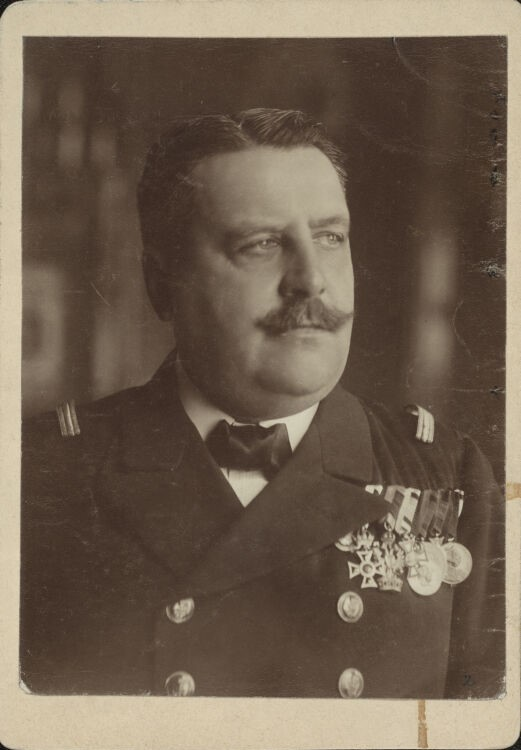
Viceadmirál Karl Kailer von Kaltenfels (1862–1917), zástupce vrchního velitele c. k. námořnictva za první světové války

- 1830 Amilcare markýz Paulucci (1773–1845)
- 1835 Matthew Flanegan (1759–1836)
- 1836 Silvestr hrabě Dandolo (1766–1847)
- 1844 arcivévoda Fridrich Ferdinand (1821–1847)
- 1847 Anton von Martini (1792–1861)
- 1849 Hans Birch svobodný pán von Dahlerup (1790–1872)
- 1856 arcivévoda Ferdinand Maxmilián (1832–1867)
- 1856 Alexander svobodný pán Bujacovich (1792–1870)
- 1862 Ludwig von Fautz (1811–1880)
- 1863 August Franz svobodný pán Sourdeau (1784–1870)
- 1866 Wilhelm von Tegetthoff (1827–1871)
- 1867 Bernhard svobodný pán Wüllerstorf von Urbair (1816–1883)
- 1878 Anton svobodný pán von Petz (1819–1885)
- 1879 Alois von Pokorny (1826–1898)
- 1881 Josef von Pöltl (1810–1889)
- 1882 korunní princ Rudolf (1858–1889)
- 1882 Georg svobodný pán von Millosicz (1819–1890)
- 1884 Alfred von Barry (1830–1907)
- 1888 Karl hrabě von Bombelles (1832–1889)
- 1888 Anton svobodný pán von Wiplinger (1830–1896)
- 1889 Moritz svobodný pán Manfroni von Manfort (1832–1889)
- 1889 Johann von Pelzel (1830–1914)
- 1893 Heinrich von Buchta (1833–1919)
- 1895 Gustav von Brudl (1837–1907)
- 1897 Oscar hrabě Cassini (1837–1921)
- 1897 Karl Seemann von Treuenwart (1837–1925)
- 1899 Alexander von Kalmár (1838–1919)
- 1899 Franz Müller von Mayensee (1840–1923)
- 1900 Franz Perin von Wogenburg (1842–1906)
- 1901 Wladimir Khittel von Bialopior (1842–1923)
- 1901 Josef Wachtel von Elbenbruck (1842–1924)
- 1904 Gustav von Brosch (1844–1924)
- 1904 Moritz Sachs von Hellenau (1844–1933)
- 1905 Konstantin von Pott (1842–1905)
- 1906 Julius Beck von Wellstaedt (1846–1915)
- 1906 Egon hrabě Chorinský z Ledské (1842–1907)
- 1908 Karl von Köppel (1845–1910)
- 1909 Leopold svobodný pán von Jedina-Palombini (1849–1924)
- 1909 Viktor Bless von Sambuchi (1847–1912)
- 1909 Lucian von Ziegler-Pozza (1852–1930)
- 1910 Arthur svobodný pán von Chiari (1851–1919)
- 1910 Guido Couarde von Grignon (1853–1924)
- 1910 Hermann Czedik von Bründlsberg (1833–1912)
- 1910 Josef Mauler von Elisenau (1852–1916)
- 1911 Alois von Kunsti (1854–1930)
- 1911 Wilhelm Weber (1852–1929)
- 1912 Friedrich Albert svobodný pán von John (1854–1917)
- 1912 Lazar Schukić (1852–1938)
- 1912 Adolf Sobieczky (1854–1934)
- 1913 Karl hrabě Lanjus von Wellenburg (1856–1913)
- 1913 Georg von Kirchmayr (1858–1926)
- 1913 Richard von Kohen (1856–1916)
- 1914 Karl Kailer von Kaltenfels (1862–1917)
- 1914 Franz von Löfler (1860–1931)
- 1914 Oskar Gassenmayr (1859–1918)
- 1915 Anton Willenik (1862–?)
- 1917 Napoleon Louis von Wawel (1861–1934)
- 1917 Alfred svobodný pán von Koudelka (1864–1947)
- 1917 Karl von Seidensacher (1862–1938)
- 1917 Gottfried svobodný pán Meyern von Hohenberg (1864–1934)
- 1917 Richard von Barry (1861–1937)
- 1918 Rudolf hrabě Benigni (1862–1937)
- 1918 Josef Rodler von Roithberg (1864–1933)
- 1918 Alfred Cicoli (1866–1935)
- 1918 Franz von Holub (1865–1924)
- 1918 Maximilian Daublebsky von Eichhain (1865–1939)
- 1918 Miklós Horthy (1868–1957)
- 1918 Edmund Grassberger (1866–1946)
- 1918 Alexander Hansa (1863–1918)
- 1918 Hugo Zaccaria (1865–1941)
- 1918 Maximus von Hauser (1860–1930)
- 1918 Franz von Teichgräber (1866–1941)
- 1918 Franz Mirtl (1856–1927)